# Nimrod (pevnost)
Pevnost Nimrod (hebrejsky: מצודת נמרוד, Mecudat Nimrod nebo מבצר נמרוד, Mivcar Nimrod, doslova „Hrad Nimrod“, arabsky: Kala'at al-Subajba nebo Kala'at Namrud) je zřícenina pevnosti (hradu) v oblasti Golanských výšin, které jsou podle mezinárodního práva součástí Sýrie, ale od roku 1967 jsou okupovány Izraelem.
Leží v nadmořské výšce cca 750 metrů na zalesněném hřebenu na jihozápadních úbočích masivu Hermon, v severní části Golanských výšin. Na severní straně terén prudce spadá do údolí vodního toku Nachal Guvta, na jižní straně protéká Nachal Sa'ar. Leží cca 2 kilometry severozápadně od města Ejn Kinije, 3 kilometry jihozápadně od vesnice Neve Ativ a 2 kilometry severovýchodně od starověké lokality Banias.
Hrad vznikl ve středověku jako strategický bod střežící Banias, Chulské údolí a přístupy na Golanské výšiny. Zřídili ho roku 1228 Arabové, konkrétně správce Baniasu al-Malik al-Aziz Otman. Pak jej obsadili křižáci. Po konci křižáckých států pevnost ovládali mamlúci, jejichž sultán az-Záhir Ruknuddín Bajbars zde roku 1275 provedl velkou přestavbu. Později během osmanského období byl hrad opuštěn. Od 19. století bývá poprvé označován názvem Nimrod, podle biblické postavy Nimroda zmiňovaného v Knize Genesis 10,8: „Kúš pak zplodil Nimroda; ten se stal na zemi prvním bohatýrem“
Během šestidenní války sloužil areál hradu jako opěrný bod syrské armády, byl ale dobyt Izraelci. V současnosti je turisticky využívaný a je vyhlášen za izraelský národní park.
Zhruba 4 kilometry východně od hradu vyrostla vesnice Nimrod.